# 洲崎神社

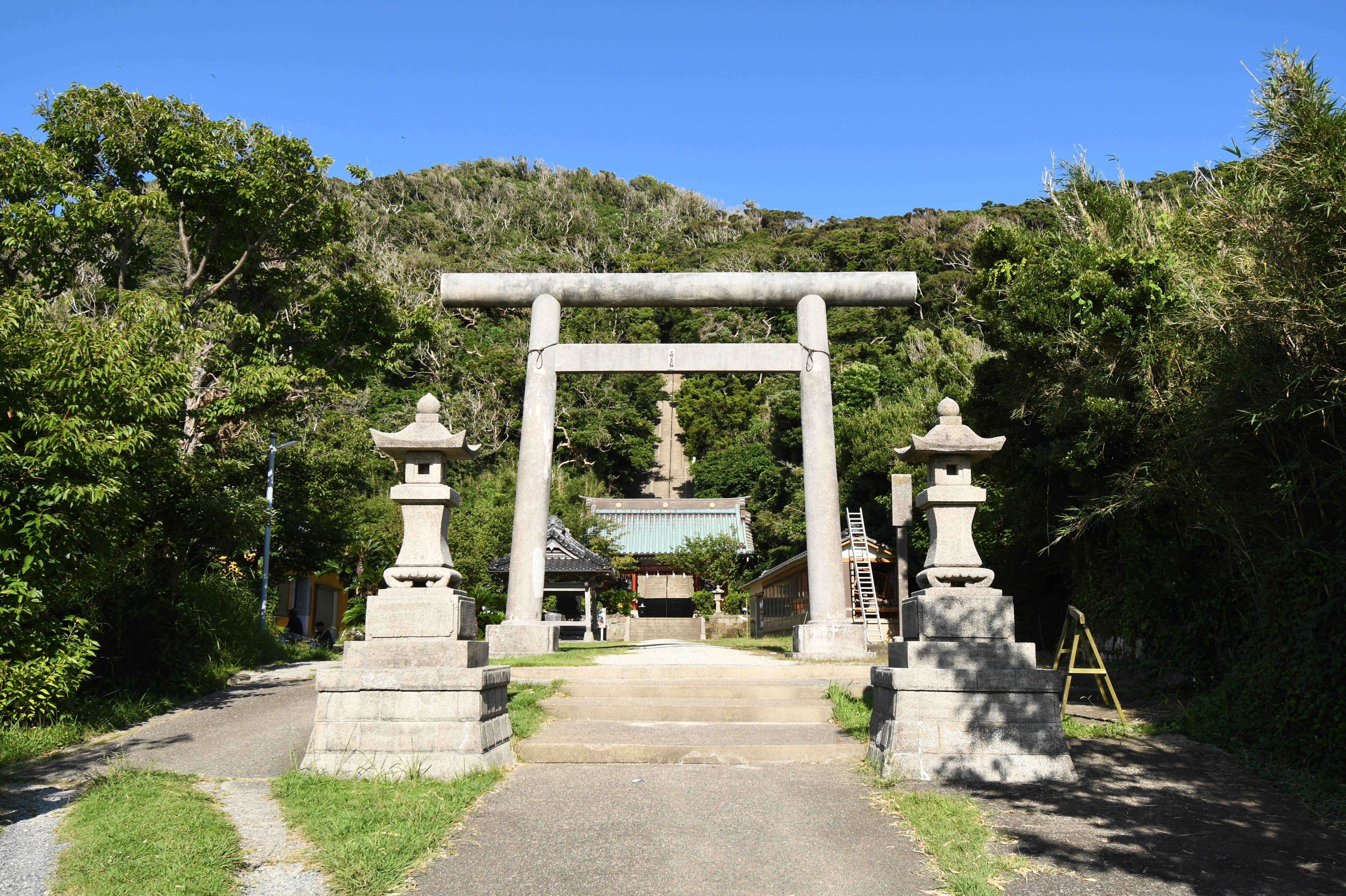
大鳥居

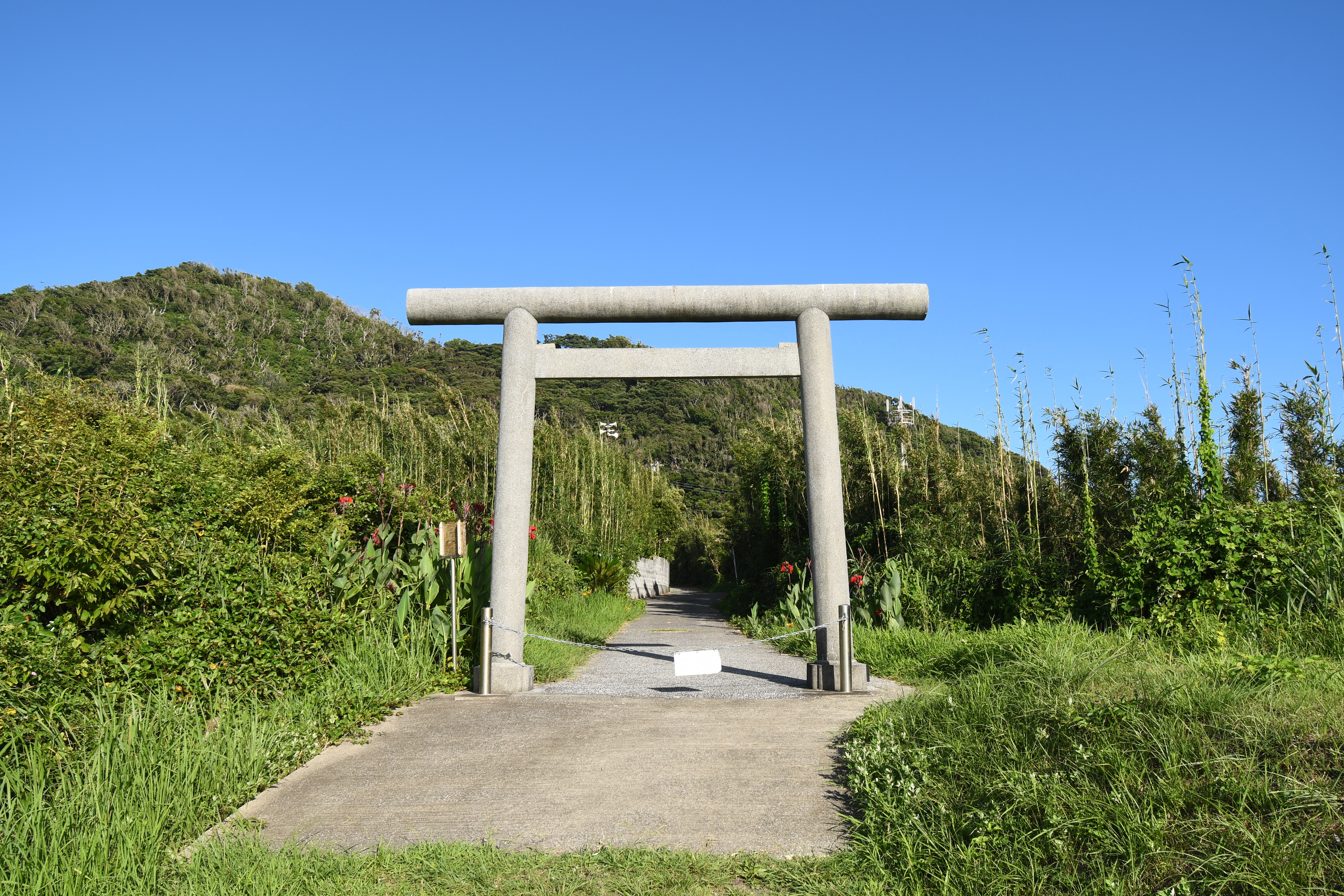
浜鳥居海岸に面する。左の峰は御手洗山。

洲崎神社（すさきじんじゃ/すのさきじんじゃ）は、千葉県館山市洲崎にある神社。式内社（大社）論社で、江戸時代に安房国一宮とされた。旧社格は県社。
御手洗山中腹に鎮座する。

## 祭神
祭神は次の1柱。
- 天比理乃咩命（あまのひりのめのみこと）[注 1]
安房神社祭神天太玉命の后神で、元の名を「洲ノ神（すさきのかみ）」と称する。

### 祭神の表記
祭神の表記には、文献により以下のように異同がある。
- 天比理乃咩命
『延喜式』神名帳による。鈴鹿連胤の『神社覈録』、教部省編纂の『特選神名牒』、洲崎神社配布の『参拝の枝折』などはこれに従う。
- 天比理刀咩命（あめのひりとめのみこと）
神名帳よりも古い成立の『続日本後紀』、『日本文徳天皇実録』、『日本三代実録』による。『洲崎大明神由緒旧記』や『洲宮神社伝記』はこちらに従って祭神名を記載している。

この相違が起こったのは、元来正史にある天比理刀咩命と記すべきものを神名帳が誤って「刀」を「乃」と記載した為だとする説がある。
また『金丸家累代鑑』（慶長2年（1597年））に「安房郡洲宮村魚尾山に鎮座する洲宮后神社は、後に洲宮明神と称し、それを奥殿とし二ノ宮と曰う。また、洲崎村手洗山に洲崎明神あり、これを拝殿とし、一宮と曰う」とあることから、洲崎神社と洲宮神社は「洲の神」を祀る2社一体の神社で、洲崎神社が「洲の神」を祀る一宮、洲宮神社が「洲の神」を祀る二宮とされたとする説がある。

## 歴史

### 創建
大同2年（807年）の『古語拾遺』によれば、神武天皇元年に神武天皇の命を受けた天富命が肥沃な土地を求めて阿波国へ上陸し、そこを開拓した。その後、さらに肥沃な土地を求めて阿波忌部氏の一部を率い房総半島に上陸したとされている。宝暦3年（1753年）に成立した洲崎神社の社伝『洲崎大明神由緒旧記』によれば、神武天皇の治世、天富命が祖母神の天比理乃咩命が持っていた鏡を神体として、美多良洲山（御手洗山）に祀ったのが洲崎神社の始まりであるという。
洲崎神社社伝によれば、養老元年（717年）大地変のため境内の鐘ヶ池が埋まり、地底の鐘を守っていた大蛇が災いしたので役小角が7日7夜の祈祷を行い、明神のご神託により大蛇を退治して災厄を除いたのだという。また、役小角が海上安全のため浜鳥居前の海岸と横須賀の安房口神社に御神石を1つずつ置いたなど、洲崎神社には修験道の開祖である役小角にまつわる伝承が多くある。これより、洲崎神社が古くから神仏習合思想や修験道の影響を強く受けていたことを物語っているとされる。

### 概史

#### 中世
「安房国　天比理刀咩神」は度々六国史に登場し、神階の陞叙を受けている（後述）。
延長5年（927年）の『延喜式』神名帳では安房国安房郡に「后神天比理乃咩命神社 大 元名洲神」と記載され、天比理乃咩命神社は大社に列格された。洲崎神社はこの天比理乃咩命神社の論社の1つで、もう1つの論社である洲宮神社と、どちらが式内社であるか江戸時代から争うようになる。
永保元年（1081年）神階が最高位の正一位に達した。また、後の弘安4年（1281年）には元寇の役の功により勲二等に叙せられている。
治承4年（1180年）8月、源頼朝は石橋山の戦いに敗れ海路で安房国へ逃れた。『吾妻鏡』治承4年（1180年）9月5日の条によれば、源頼朝は上総介及び千葉介へ参上を要請する使者を送り、洲崎神社へ参拝している｡さらに神領を寄進しており､これは海上を安全に渡ることができたことを神助によるものとして早速その報賽の意を表したものである。江戸湾の海上交通に大きな影響力を持ち、かつ東国における修験道の一拠点であった洲崎神社の支持を取り付けるための行動であったといえる。また、寿永元年（1182年）8月11日の条では、頼朝の妻政子の安産祈願のため、安房国の豪族である安西景益が奉幣使として洲崎神社へ派遣されたことが記されている。
また、『吾妻鏡』治承5年（養和元年、1181年）2月10日の条では、安房国洲崎神領で在庁官人らが煩いをなすことを停止させる下知書が洲宮神官宛に下されている。これが洲崎神社と洲宮神社の関わりを記した文書の初見とされる。
古来より、海上を通過する船から通行税を徴収している。このことは海域の通過権、海関の権利を有していることを意味しており、中世前期・中期においては安房国最大の権威と実力を有する神社として安房国内に君臨していた可能性が高いといえる。

#### 江戸時代
文化9年（1812年）、房総沿岸を視察した筆頭老中松平定信が「安房国一宮 洲崎大明神」の扁額を奉納した。江戸時代に一宮とされた根拠はこの扁額であるが、「安房一宮 洲崎大明神」となっており、断定できない。これをもって一宮としたのは、昭和13年（1938年）に来房した栃木県の郷土史研究家であり、どの書物にも正式に一宮と記載された歴史はない。『館山市史』では、洲崎神社を一宮としたのは西岬に一宮道があったことによる誤りではないかと述べている。
江戸時代までは別当養老寺が洲崎神社を支配し、これが明治元年（1868年）に神仏分離令が出されるまで続いた。

#### 明治以後

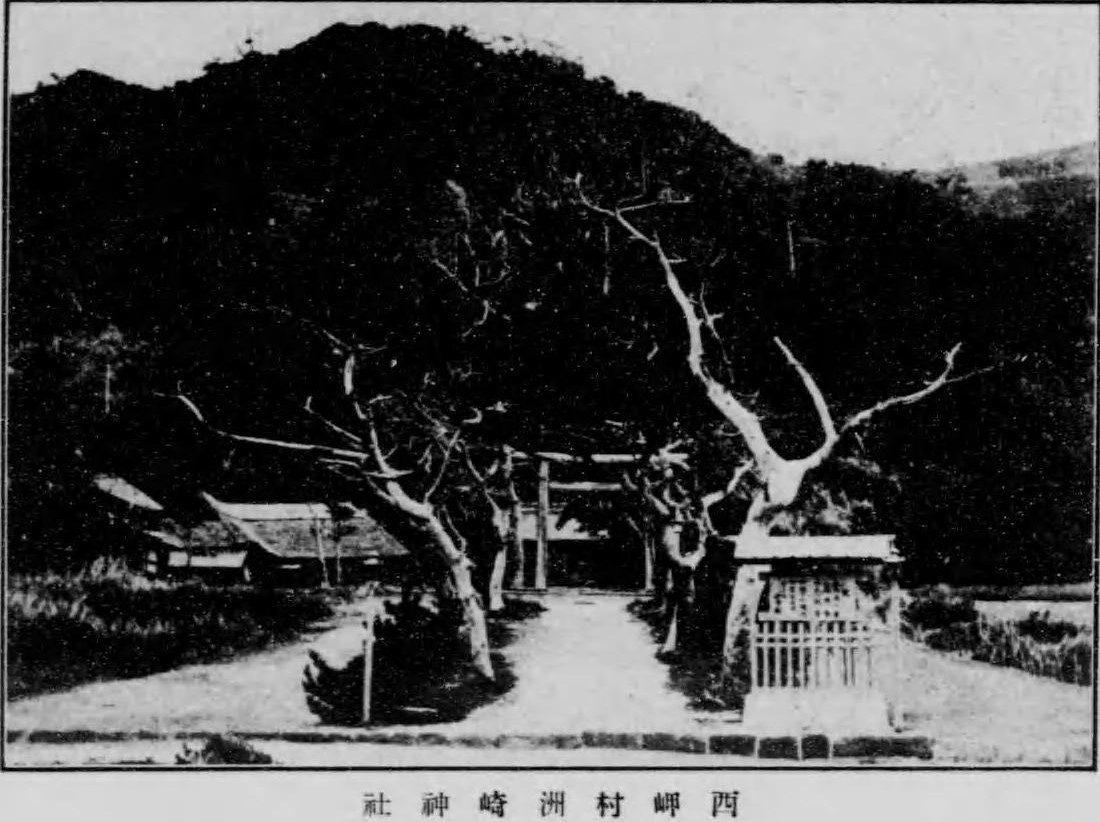
1926（大正15）年頃の洲崎神社

明治5年（1872年）神祇を管轄する教部省は洲宮神社を式内社と定めたが、翌6年（1873年）にこの決定を覆して洲崎神社を式内社とした。ただし、決定の論拠はあまり明白で無いとされる。また、明治6年（1873年）には近代社格制度で県社に列格した。
洲崎神社は海上交通の関所と言うべき位置にあり、昭和15年-16年（1940年-1941年）頃まで沖を通る船に奉賽を納めさせる風習があった。昭和47年（1972年）には御手洗山が「洲崎神社自然林」として千葉県指定天然記念物に指定された。現在は兼務社となり、神職は常駐していない。

### 神階
「天比理乃（刀）咩命神」の神階の推移。
- 承和9年（842年）10月2日、無位から従五位下 （『続日本後紀』） - 表記は「第一后神天比理刀咩命神」。
- 仁寿2年（852年）8月22日、従三位 （『日本文徳天皇実録』） - 表記は「天比理乃咩命神」。
- 天安3年（859年）1月27日、従三位勲八等から正三位勲八等 （『日本三代実録』） - 表記は「天比々理刀咩命神」。

## 境内

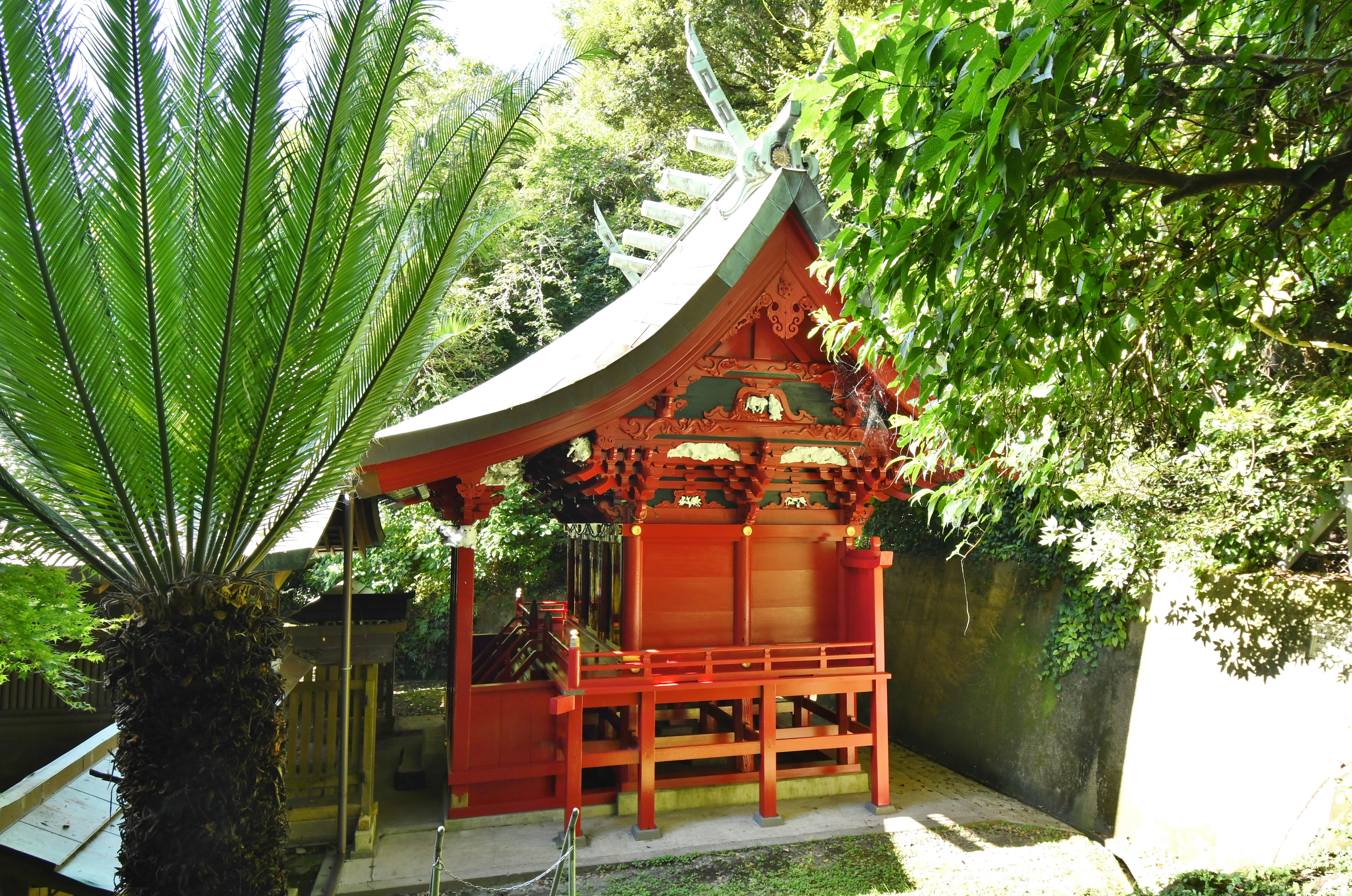
本殿（館山市指定文化財）

本殿は三間社流造で銅板葺。社伝では延宝年間（1673年-1681年）の造営とするが、江戸時代中期以降に大規模な修理をしたことが見られる。館山市指定有形文化財に指定されている。
随身門は宝永年間の造営。随身門裏手から社殿へ上がる階段150段が続く。
また。浜鳥居外には「神石」と称される丸みを帯びた石がある。竜宮から洲崎大明神に奉納された2つの石とされ、もう1つは対岸の三浦半島にある安房口神社に祀られている。安房口神社の石は口を開いていることから「阿形」を、洲崎神社のものは裂け目の様子から「吽形」とされ、2石で東京湾の入り口を守っていると伝えられる。
洲崎神社眼前の海は東京湾に出入りする大型船舶や漁船が行きかう海上交通の要衝であることから、洲崎神社では戦前まで航海安全を祈願して船頭が奉納した絵馬が多く見られたといわれる。
2019年（令和元年）9月の「令和元年房総半島台風」（令和元年台風第15号）で当神社が大きな被害を被った際には、東京の芸能プロダクションである「ジャニーズ事務所（当時、現：SMILE-UP.）」などから支援の寄付金などが寄せられ、境内社の稲荷神社の鳥居再建などに用いられた。当神社にはそうした各所からの支援などに感謝の意を表した記念碑が建立されている。

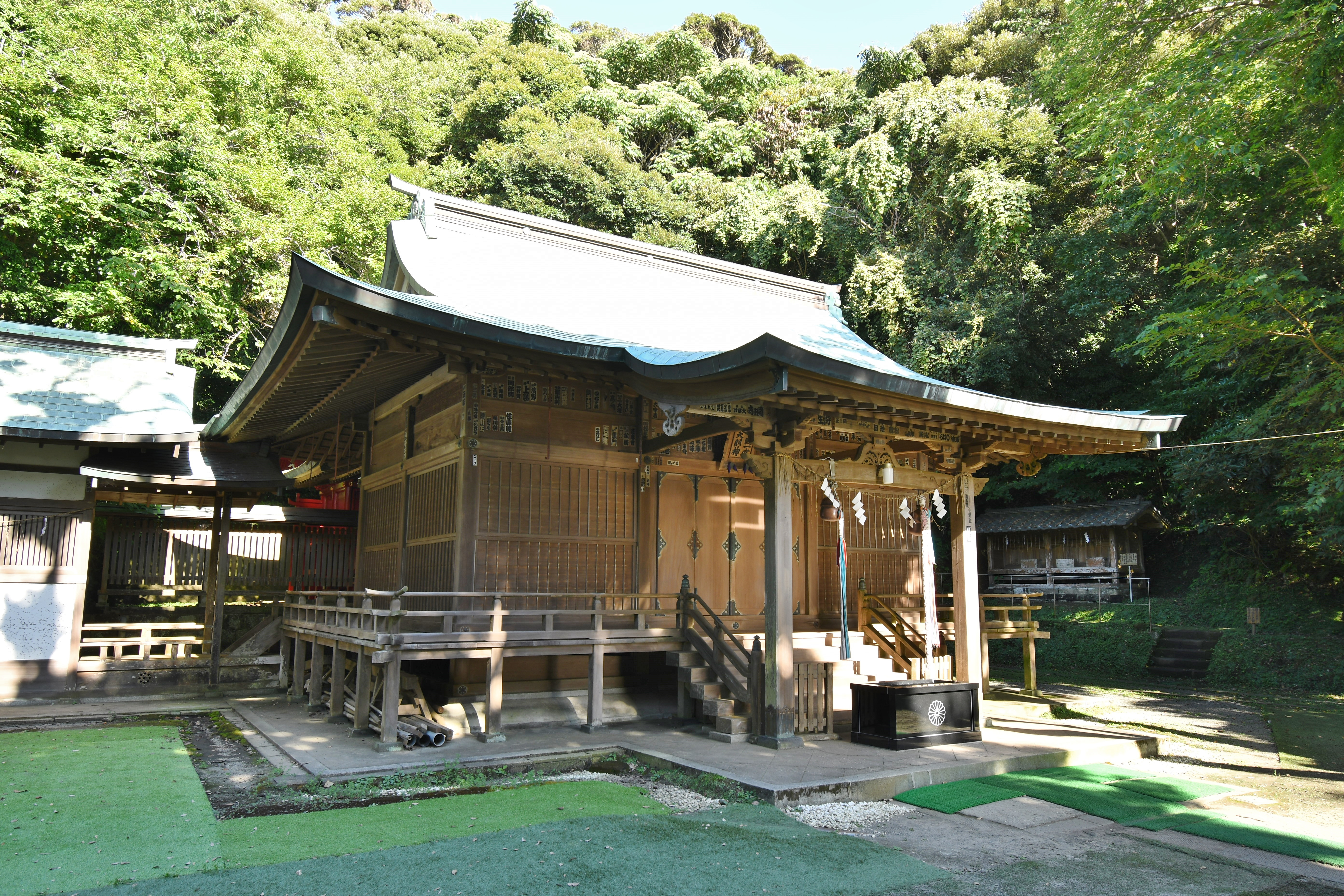
拝殿
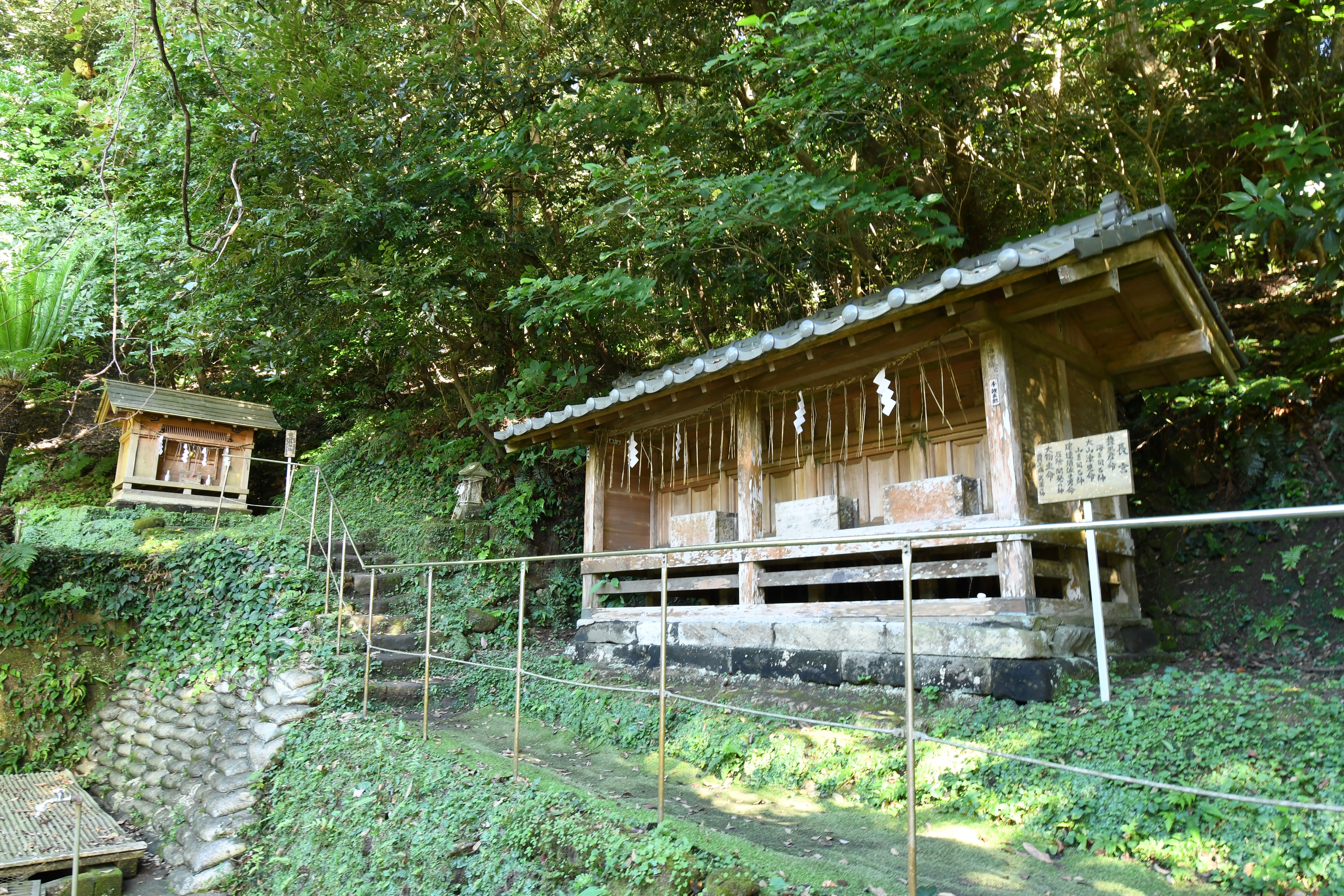
境内社
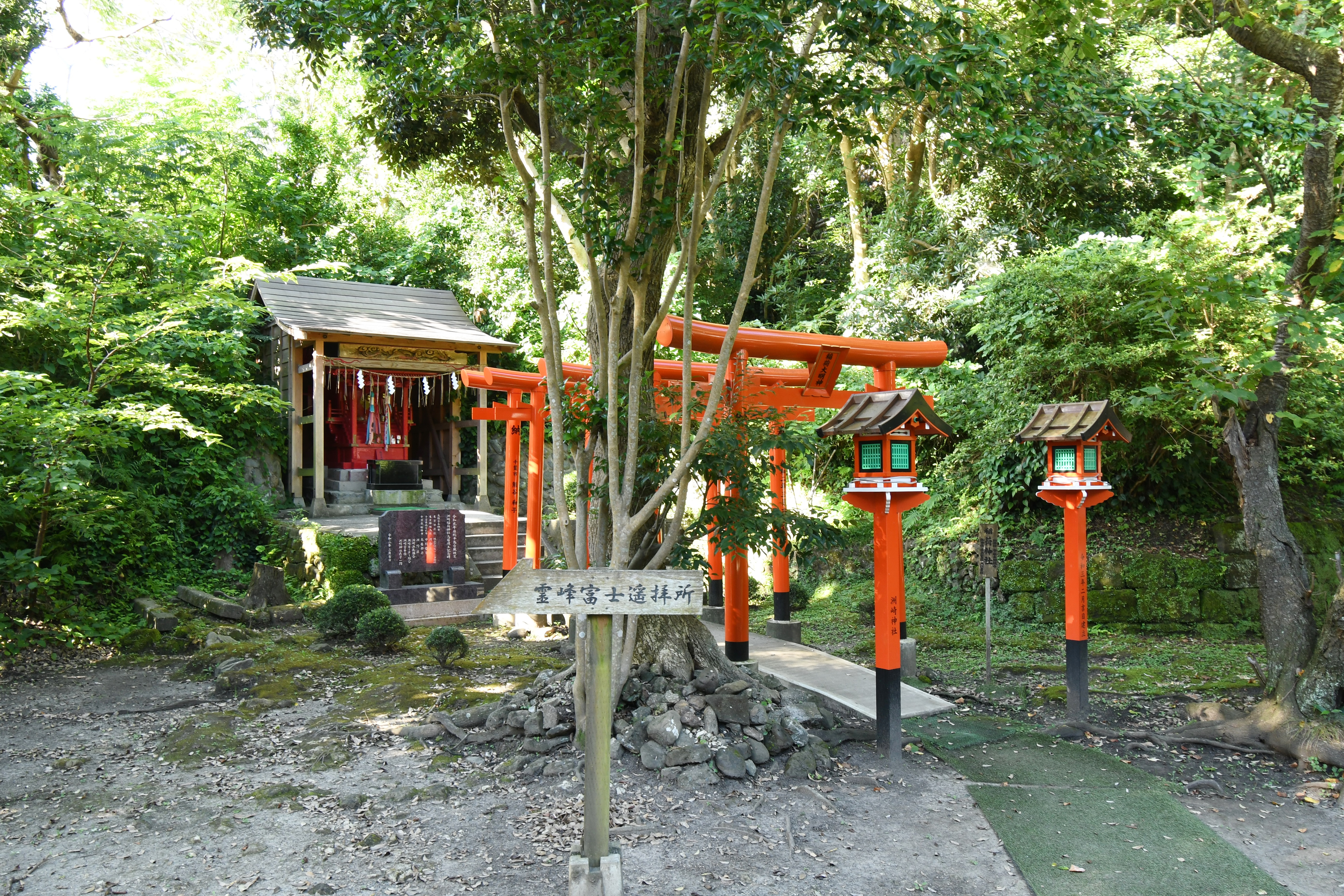
境内社
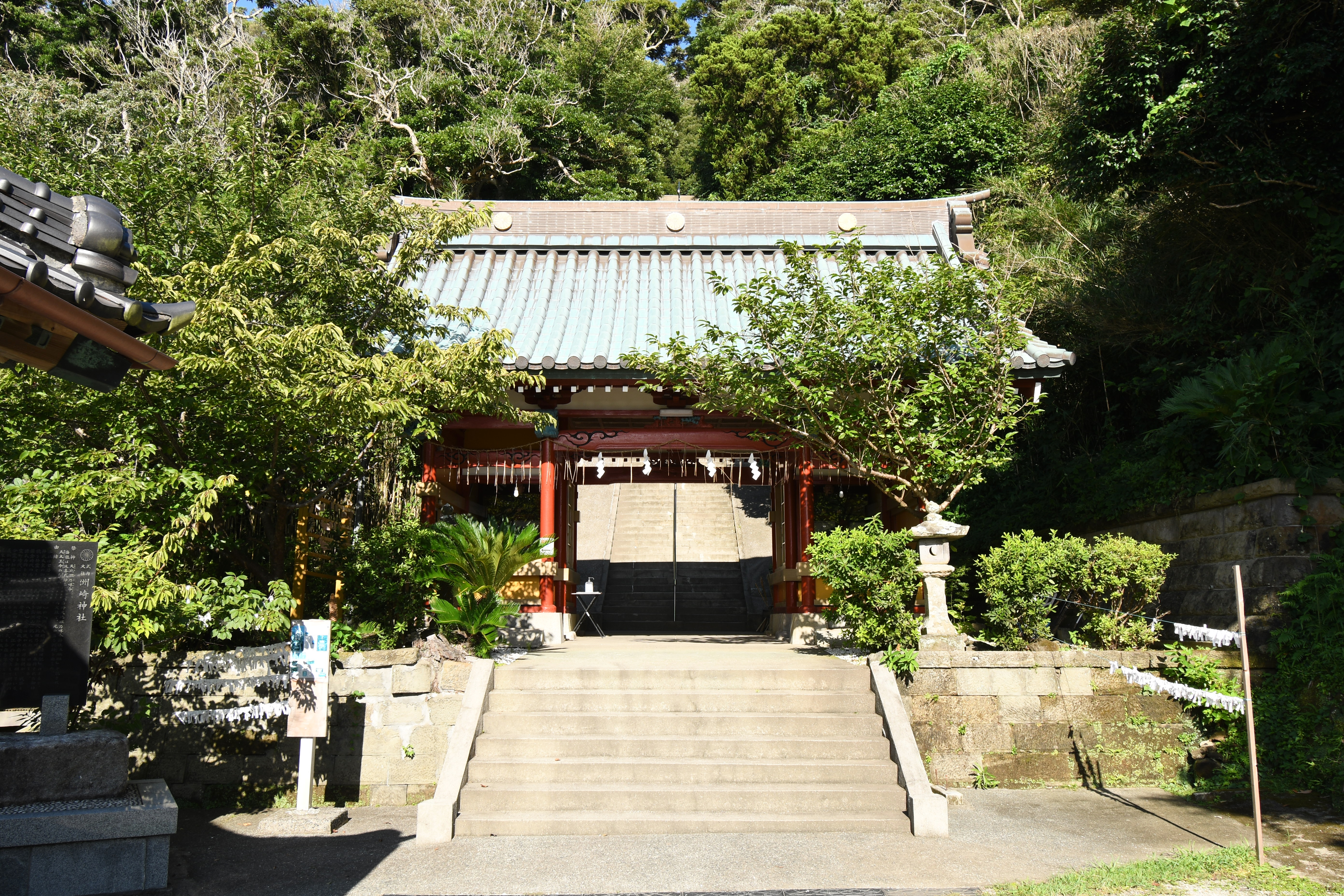
随身門
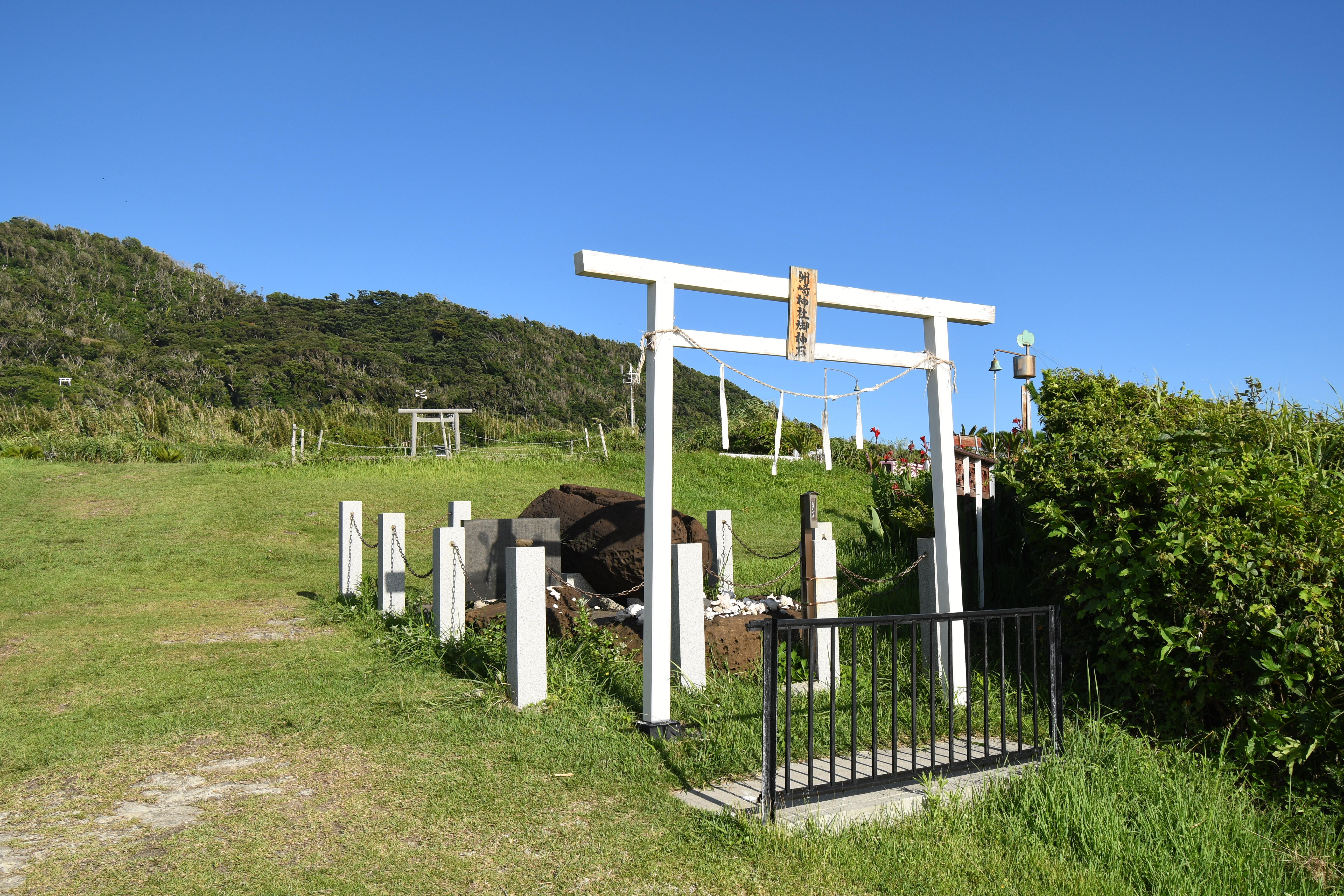
神石

## 祭事
- 2月初午 - 洲崎踊り奉納。
- 例大祭（8月20日・21日） - 神輿渡御、洲崎踊り奉納。

## 文化財

### 千葉県指定文化財
- 無形民俗文化財
  - 洲崎のミノコオドリ
弥勒踊りと鹿島踊りの2種類からなる。前者は悪霊払い、後者は念仏踊りの系譜にあたる。1961年（昭和36年）6月9日指定[8]。
- 天然記念物
  - 洲崎神社自然林
洲崎神社の鎮座する御手洗山に残る自然林。神域として斧が入れられたことがないことから、自然林として保たれている。1972年（昭和47年）9月29日指定[9]。

### 館山市指定文化財
- 有形文化財
  - 洲崎神社本殿（建造物） - 1967年（昭和42年）2月21日指定。
  - 洲崎大明神縁起 3点（書跡典籍等） - 洲崎神社の3つの縁起、すなわち万治2年（1659年）の『房州安房郡洲崎大明神縁起』、宝暦3年（1753年）の『洲崎大明神由緒旧記』、年代不明の『洲崎大明神縁起』。 1970年（昭和45年）8月26日指定[10]。
- 有形民俗文化財
  - 神体髪 - 祭神の天比理乃咩命の遺髪とされる。古くから船中に女性の髪を祀る風習があり、それとの関係が指摘されている。1970年（昭和45年）8月26日指定[11]。

## 分社
- 海底への分霊（波左間海中公園内の海底）
洲崎神社近くの海中に、水難事故・水難事件防止を祈願するために作られた分社。
- 品川神社（東京都品川区）
源頼朝が海上安全のために洲崎神社から勧請したもの。品川宿の北品川宿鎮守。
- 江戸への分霊
室町時代には江戸城を築いた太田道灌が、江戸の鎮守として分霊を勧請した。『永享記』には「神田の牛頭天王、洲崎大明神は安房洲崎明神と一体」とあり、ここから神田明神もしくはその摂社・八雲神社が道灌の勧請した洲崎明神の後裔という説があるが、現在はどちらにも天比理刀咩命は祀られていない。

## 現地情報
所在地
- 千葉県館山市洲崎1697

交通アクセス
- 館山駅（JR東日本内房線）から
  - JRバス（洲崎線）で「洲崎神社」バス停下車 （乗車時間約30分）

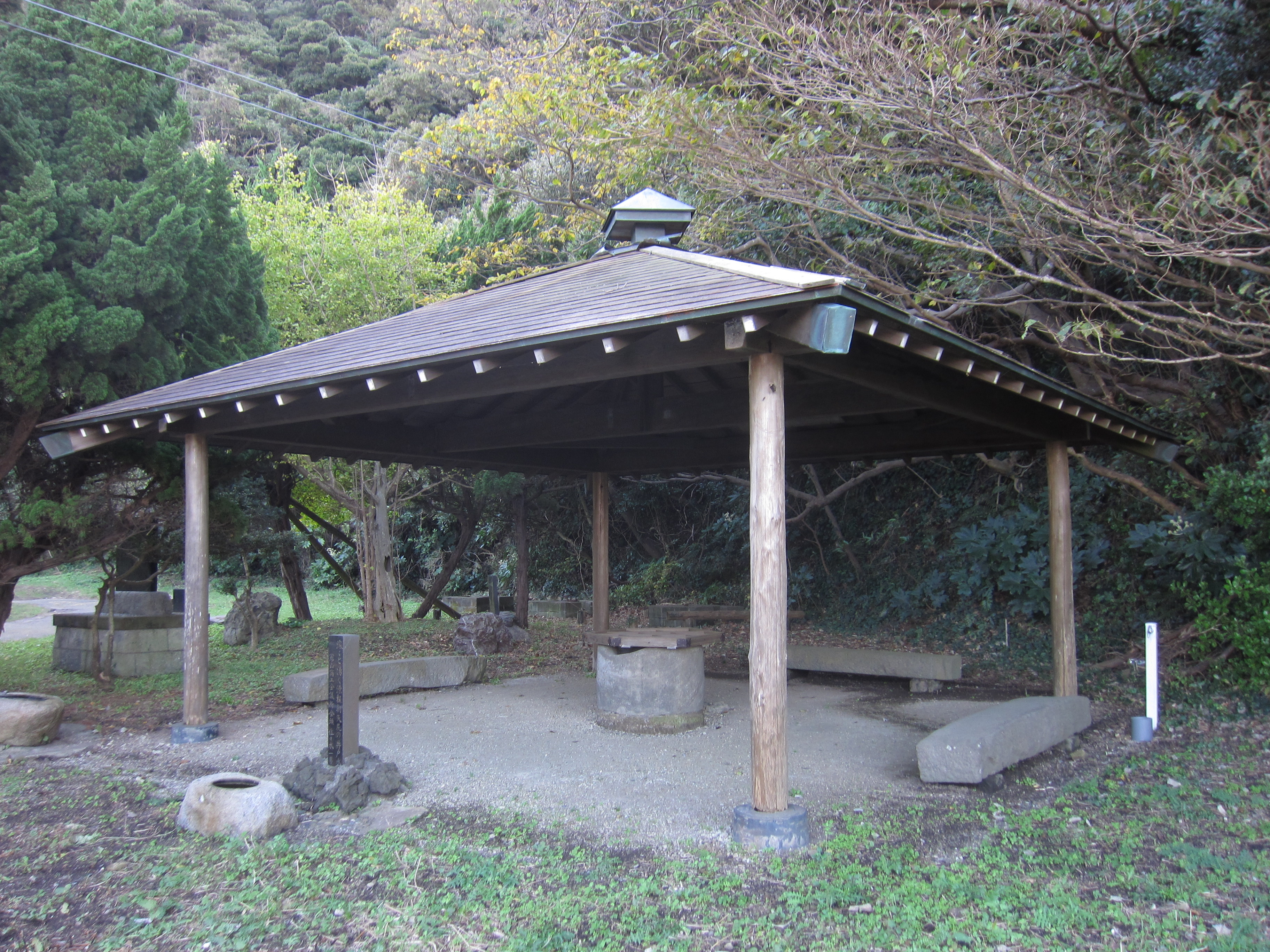
矢尻の井戸（源頼朝上陸伝承地）

周辺
- 洲埼灯台
- 矢尻の井戸
社前の県道を北方に約700m（ホテル洲の崎風の抄の向かい）。源頼朝の安房上陸伝承地の1つで、頼朝が矢尻で地面を突くと水が湧き出たという伝承がある。